# Bernd Dost
Bernd Dost (* 16. Mai 1939 in Dortmund; † 14. Februar 2015 in München) war ein deutscher Journalist, Filmemacher, Schriftsteller und Verleger.
Er produzierte Dokumentarfilme für die ARD und schrieb Artikel für den Stern, den Münchner Merkur und die Münchner Abendzeitung. Er war der Bruder der Theater- und Fernsehschauspielerin Roswitha Dost.

## Lebenslauf
Bernd Dost kam als Sohn des Werkmeisters Josef Dost und der Schriftstellerin Elisabeth Dost zur Welt. Während des Zweiten Weltkriegs erlebte Dost mit seinen Eltern die Bombardierung von Dortmund und wuchs nach der Evakuierung in Hemer im Sauerland auf.
Er machte sein Abitur 1957 in Iserlohn und studierte danach Germanistik, Anglistik und Psychologie in Marburg und München. Er volontierte bei der Westfälischen Rundschau in Iserlohn, arbeitete bei der Münchner Studentenzeitschrift Profil und zeitweilig bei der Firma Insel-Film als Dramaturgie-Assistent.
Dost machte sich selbständig und verschuldete sich durch einen privaten Kredit, den er aufnahm, um mit dem Kanadier Richard Archer die Firma Werbefilm-Studio zu gründen. Das Unternehmen ging bankrott. Durch Archer lernte Dost den damaligen Chefredakteur und Gründer der Münchner Abendzeitung (AZ), Werner Friedmann kennen. Dort schrieb Dost zwischen 1962 und 1964 lokale Geschichten, aber auch Bildzeilen für den Fotografen Kurt Huhle.
In dieser Zeit wurde der Münchner Merkur auf Dost aufmerksam und engagierte ihn für Reportagen. Die Zusammenarbeit endete Ende 1966, nachdem Dost in einem Artikel die Geschichte von Josefine Wrbna-Kaunitz, einer Vermögensverwalterin und Vertrauten der Wittelsbacher, die von Angehörigen des Königshauses verstoßen worden war, veröffentlichte. Dost wurde entlassen. Er ging nach Hamburg, um dort für den Stern zu schreiben.
Im Mai 1968 wurde Bernd Dost nach Paris geschickt, um dort als Zweiter Korrespondent über die Studentenunruhen zu berichten. Nach Paris begann Dost als Dokumentarfilmer. Anfangs in der Wirtschaftsredaktion des Bayerischen Rundfunks beim damaligen Redakteur Wolf Feller.
1978 heiratete Bernd Dost die Geschäftsfrau Caroline von Harder, die für das Textilhaus Beck in München die PR-Abteilung leitete und sich mit einer Versandfirma für Wohnaccessoires selbständig machte.
In den 1990er Jahren gründete Bernd Dost den Vedra Verlag, in dem er eigene Romane unter seinem Namen und dem Pseudonym R. B. van Mattruer sowie Erzählungen seiner Mutter veröffentlichte.

## Bücher

### Romane/Novellen
- Schiffe versenken (unter dem Pseudonym R. B. van Matturer, 1998), ISBN 978-3-9806432-0-7
- Tote leben länger (unter dem Pseudonym R. B. van Matturer, 1999), ISBN 978-3-9806432-1-4
- Die Zornigen (2002), ISBN 978-3-9806432-2-1
- Mensch Frankenstein (2004), ISBN 978-3-9806432-5-2
- Der Zug ohne Wiederkehr (2008), ISBN 978-3-939356-19-6

### Sachbücher
- Die Erben des Übels – Kranke Kinder, kranke Umwelt. Kösel Verlag, 1985, ISBN 3-466-11034-3
- Ein Land erstickt. Kösel Verlag, 1986, ISBN 3-466-11063-7
- Projekte der Hoffnung – der Alternative Nobelpreis, mit Jakob von Uexküll. Raben Verlag, 1986, ISBN 3-922696-58-9
- Heilung durch ganzheitliche Medizin. Kösel-Verlag und Goldmann Taschenbuch, 1995/1996, ISBN 3-466-34321-6

### Lyrik
- Der Schlaf mit den schönen Händen – Gedichte. 2003, ISBN 3-9806432-3-9

## Dokumentarfilme (Auswahl)
- Gesellschaftsspiel: Ein gruppendynamisches Experiment (80’, 1973)
- Der Tod eines Meeres: Kloake Mittelmeer (45’, 1975)
- Die Hoffnung auf Heilung – Lourdes und Wunderheiler (45’, 1977)
- Olé HSV! – Fußball – Zirkus für Millionen (58’, 1977)
- Unter der Schattenflagge: Ausbeutung auf ausgeflaggten Schiffen (45’, 1978)
- Der fliegende Doktor – unterwegs zu einsamen Farmen in Australien (45’, 1978)
- Die freundlichen Haie – Das Geschäft mit der Bergungsschiffahrt (45’, 1981)
- Die Erben des Übels – Kranke Umwelt, kranke Kinder (45’, 1982)
- Rettet das Mittelmeer – 10 Jahre Kampf um das Mare Nostrum (45’, 1985)
- Marco Polos Erben – Mit Kaufleuten unterwegs (45’, 1986)
- Einsteins Wunderkinder – Vom Glück und Unglück Hochbegabter (60’, 1986)
- Meine Heimat ist der Urwald: Jane Goodall und die Schimpansen von Gombe (45’, 1987)
- Hochbegabte Kinder – Beobachtungen über drei Jahre hinweg (60’, 1989)
- Gestern Feind, heute Kamerad? – Bundeswehr und NVA (45’, 1990)
- Eine Wunde, die nicht heilt – Kahlschlag in Papua-Neuguinea (45’, 1990)
- 30 Jahre Amnesty International – Kampf um Menschenrechte (45’, 1991)
- Allerhand Leute: Angelo Conti Rossini (30’, 1992)
- Alles Walzer! – Der Tanz, mein Leben: Walter Deutsch (58’, 1993)
- Die Natur rächt sich – Klimakatastrophen (45’, 1993)
- Lebenslinie: Der Koch, der Clown und seine Liebe zur Anarchie: Angelo Conti Rossini (45’, 1995)
- Drei Frauen in Papua-Neuguinea: Zwischen Hütte und Hochhaus (58’, 1995)
- Hat Kohl Madonna geküsst? Wie man mit Bildern manipulieren kann (45’, 1996)
- Lebenslinie: Der Napoleon der Wirte Richard Süßmeier (45’, 1996)
- Walt Disneys Geheimnis – Einer Legende auf der Spur (68’, 1999)
- 20 Tage im 20. Jahrhundert: Tschernobyl – der atomare Schrecken (44’, 1999)
- 20 Tage im 20. Jahrhundert: Hiroshima – die nukleare Bedrohung (44’, 1999)
- Vier helle Köpfe – Langzeitbeobachtung hochbegabter Kinder (88’, 2000)
- Die Amazonen von Oberammergau – Die Passion der starken Frauen (79’, 2000)
- Tatort Kind: Gewalt, die aus der Kälte kommt (45’, 2001)
- Lebenslinien: Moshammer – Den eigenen Traum leben. (45’, 2001)
- Die Klone kommen: Gentechnik zwischen Traum und Albtraum(45’, 2002)
- Lebenslinie: Der Wiesnwirt vom Nockherberg. Peter Pongratz (45’, 2004)
- Gemeinsam nach Europa: Deutsch-tschechische Versöhnung (45’, 2004)